# Плато-пенутийские языки
Плато-пенутийские (пенутианские) языки, англ. Plateau Penutian (также: шахапвайлутские языки, англ. Shahapwailutan, лепитские языки, англ. Lepitan) — семья индейских языков. Носители языков, в основном индейцы Плато (откуда и название), проживают на севере Калифорнии, западе Орегона вплоть до штатов Вашингтон и Айдахо.

## Состав семьи
Семья состоит из 4 языков:
1. Кламат-модок (или кламат, лутуами)
2. Молала
Сахаптийские языки:
3. Не-персе
4. Сахаптин

## История
Эдвард Сепир предполагал, что плато-пенутийские языки представляли собой ветвь гипотетической пенутийской макросемьи. Его гипотеза также включала язык каюсе (который он объединял с языком молала в «вайилатпуанскую» ветвь); однако по данному языку сведений сохранилось мало, к тому же сами записи велись бессистемно и допускают множественные толкования. Таким образом, статус языка каюсе в рамках пенутийской или любой другой генеалогической гипотезы остаётся спорной.
До недавнего времени не вызывало сомнений объединение языков сахаптин и не-персе в сахаптинскую группу. Некоторые лингвисты опубликовали достаточно надёжные свидетельства в поддержку связи между языком кламат, или кламат-модок, и сахаптинским языком. Относительно недавно Берман (Berman, 1996) представил достаточно убедительные свидетельства включения языка молала в плато-пенутийскую семью.
Перспективной считается гипотеза о родстве плато-пенутийских языков с исчезнувшей семьёй калапуянских языков.